# 中国妇女文学史
《中国妇女文学史》，谢无量著，上海中华书局1916年10月初版。全书分3编6段40章，共17万字。该书为中国第一部妇女文学史专著。内容以三个时期六个阶段作文学史分期，至明代而止，清以下未写；全书用文言写成，叙述时大抵以作者为纲，先略述生平，次交待作品，次录代表作，然后酌下评语。评语很简略，考录性文字为多，类似“资料长编”；搜罗颇富，然所关注大抵仍限于雅文学。书中的“妇女文学”概念宽泛，几乎涵盖一切妇女写作。